# The Story of the Clash, Volume 1
The Story of the Clash, Volume 1 es un álbum recopilatorio de la banda punk The Clash que presenta un amplio recorrido por su carrera musical. Fue emitido en dos CD en 1988 y es disco de platino en los Estados Unidos.

## Listado de temas
Todos compuestos por Mick Jones y Joe Strummer a menos que se indique.

### Disco 1
1. "The Magnificent Seven" (The Clash) - 4:29
2. "Rock the Casbah" (The Clash) - 3:42
3. "This Is Radio Clash" (The Clash) - 4:10
4. "Should I Stay or Should I Go" (The Clash) - 3:08
5. "Straight to Hell" (The Clash) - 5:31
6. "Armagideon Time" (Clement Dodd y Willie Williams) - 3:51
7. "Clampdown" - 3:49
8. "Train in Vain" - 3:10
9. "The Guns of Brixton" (Paul Simonon) - 3:10
10. "I Fought the Law" (Sonny Curtis) - 2:40
11. "Somebody Got Murdered" (The Clash) - 3:35
12. "Lost in the Supermarket" - 3:47
13. "Bankrobber" - 4:34

### Disco 2
1. "(White Man) In Hammersmith Palais" - 4:01
2. "London's Burning" - 2:11
3. "Janie Jones" - 2:05
4. "Tommy Gun" - 3:17
5. "Complete Control" - 3:14
6. "Capital Radio" - 5:20
7. "White Riot" - 1:59
8. "Career Opportunities" - 1:52
9. "Clash City Rockers" - 3:49
10. "Safe European Home" - 3:51
11. "Stay Free" - 3:41
12. "London Calling" - 3:20
13. "Spanish Bombs" - 3:18
14. "English Civil War" (Tradicional; modificado por Mick Jones y Joe Strummer) - 2:35
15. "Police & Thieves" (Junior Murvin y Lee Perry) - 6:00

- Datos: Q2707525